# Euceratocerus hornii
Euceratocerus hornii är en skalbaggsart som beskrevs av Leconte 1874. Euceratocerus hornii ingår i släktet Euceratocerus och familjen trägnagare. Inga underarter finns listade i Catalogue of Life.